# Гусаков, Аркадий Власович
Аркадий Власович Гусаков (родился 14 августа 1918 года, деревня Ужлятино, Шумилинский район) — советский хозяйственный и государственный деятель, председатель колхоза имени Дзержинского Слуцкого района Минской области, Белорусская ССР. Герой Социалистического Труда. Участник партизанского движения в Белоруссии во время Великой Отечественной войны.

## Биография
В 1941—1944 годах командир партизанского отряда. Член ВКП(б) с 1943 года. В 1944—1959 годы в советских органах в Шумилинском, Любанском, Кличевскому, Слуцком районах. В 1959—1967 годах председатель колхоза имени Дзержинского Слуцкого района Минской области. С 1967 года в системе Министерства торговли БССР.
Указом Президиума Верховного Совета СССР от 30 апреля 1966 года за успехи в увеличении производства и заготовки льна был удостоен звания Героя Социалистического Труда с вручением ордена Ленина и золотой медали «Серп и Молот».
Депутат Верховного Совета БССР шестого созыва, член Ревизионной комиссии КПБ в 1966—1971 годы.
Умер 7.09.1999 года.